# Bogislaw 4. af Pommern
Bogislaw 4. (ca. 1255, død 19. februar 1309 eller 24. februar 1309), fra Huset Griffins, var hertug af Pommern i 30 år.
Bogislaw var den ældste søn af hertug Barnim 1. og hans første kone, der nogle gange siges at været datter af kong Erik Knutsson af Sverige. Han var voksen ved sin faders død i 1278, og havde været medhertug siden 1276. Hans halvbrødre Barnim 2. og Otto 1. var stadig meget ung, og han var enehersker i Pommern mens de endnu ikke var myndige.
I begyndelsen af 1280'erne var Bogislaw involveret i en krig med Markgrevskabet Brandenburg. På dette tidspunkt giftede han sig med Matilda, datter af Johan 1. og en søster af den herskende markgreve Otto 4., men alle hans kendte børn var sammen med hans andet ægteskab med Margrete, datter af Wizlaw 2., prins af Rügen.
I 1290erne, hvor hans brødre var blevet voksne, blev Pommern delt op imellem dem, og Bogislaw fik Wolgast. Barnim 2. døde kort efter og Otto herskede over Stettin.
I 1300-tallet blev han allieret med den fremtidige konge af Polen Vladislav 1.. Han var involveret i det indledende faser af den lange nordtyske markgrevekrig, men dog uden succes. Han døde i 1309, og hans del af Pommern overgik til hans søn Wartislaw.

## Ægteskab og børn
Han ægtede først Matilda af Brandenburg-Stendal, datter af Johan 1. af Brandenburg. Han giftede sig anden gang med Margrete af Rügen, datter af Wizlaw 2., prins af Rügen. Hans børn fra det andet ægteskab var:
- Eufemia af Pommern giftede sig med Christoffer 2. af Danmark
- Wartislaw 4., hertug af Pommern, kom senere til at herske over Forpommern, og arvede Rügen
- Elisabeth af Pommern (1291–1349) ægtede hertug Erik 1. af Saxe-Lauenburg ca. 1318
- Jutta
- Margreta, ægtede Nicholas 1., herre af Rostock
- muligvis endnu en datte, Eufemia, gift med Adolf 5. af Holsten

1. ↑  Navnet er anført på engelsk og stammer fra Wikidata hvor navnet endnu ikke findes på dansk.